# Sint-Franciscuskerk (Groningen)
De Sint-Franciscuskerk is een Rooms-Katholieke Kerk kerk aan de Zaagmuldersweg in de Nederlandse stad Groningen. Het gebouw is een van de twee kerken die gebruikt worden door de Sint-Martinusparochie in de stad Groningen.

## Geschiedenis
In 1930 werd in de Oosterparkwijk, toen nog een nieuwbouwwijk, een roomse parochie gesticht. 
Op advies van Paul Bellot werd H.C. van de Leur aangetrokken als architect voor de bouw van een kerk. Hij ontwierp een gebouw in de stijl van Bellot, met strakke lijnen volgens de Gulden snede. Het gebouw heeft een vierkante klokkentoren met een met koper bekleed tentdak. De eerste steen werd gelegd op tweede kerstdag 1932. In januari 1934 kon de kerk worden ingewijd. De kerk is gewijd aan Franciscus van Assisi, van wie een beeld (gemaakt door Herman van Remmen) aan de toren is bevestigd.
De kerk werd tussen 1996 en 2000 gerestaureerd. Het gebouw is een gemeentelijk monument, evenals de naastgelegen pastorie, die werd ontworpen door A.Th. van Elmpt en in dezelfde periode als de kerk werd gebouwd.

## Interieur
Het meest opvallende is het gebruik van gekleurde baksteen. Siermetselwerk wordt decoratief gebruikt. Het brede middenschip wordt door zes paraboolbogen overspannen.
In de kerk zijn de meeste beelden gemaakt door Herman van Remmen. Hij maakte rond 1943 beelden van Antonius van Padua, Gerardus Majella, Jozef, Theresia en Franciscus van Assisi. Hij maakte ook een piëta (1933), die zich bevindt in een devotiekapel. Joep Nicolas maakte het glas-in-loodwerk, voorstellende het levensverhaal van de heilige Franciscus. De kruiswegstaties (1946) zijn van de hand van Charles Eyck. Edelsmidse Brom is verantwoordelijk voor het edelsmeedwerk van het altaar en voor twee beelden in de kerk. Alle altaren zijn ontworpen door Jan Eloy Brom.